# نیو بوستون (ایلینوی)
نیو بوستون، ایلینوی (به انگلیسی: New Boston, Illinois) یک شهر در ایالات متحده آمریکا با جمعیت ۶۸۳ نفر است که در ایلی‌نوی واقع شده‌است.